# Маня Міхо
Маня Міхо (яп. 万屋 美穂; нар. 5 листопада 1996) — японська футболістка. Вона грала за збірну Японії.

## Клубна кар'єра
У 2015 році дебютувала в «Минаві Веґальта Сендай».

## Кар'єра в збірній
Дебютувала у збірній Японії 27 липня 2017 року в поєдинку проти Бразилії. У 2017 році зіграла 7 матчів в національній збірній.

## Статистика виступів
| Збірна Японії | Збірна Японії | Збірна Японії |
| Рік           | Матчі         | Голи          |
| ------------- | ------------- | ------------- |
| 2017          | 7             | 0             |
| Загалом       | 7             | 0             |